# Lega Pro Prima Divisione 2013/2014
Soutěžní ročník Lega Pro Prima Divisione 2013/14 byl 36. ročník třetí nejvyšší italské fotbalové ligy. Soutěž začala 1. září 2013 a skončila 7. června 2014. Účastnilo se jí celkem 33 týmů rozdělené do dvou skupin. Z každé skupiny postoupil vítěz přímo do druhé ligy. Další postupující postupovali přes play off.
Byla to poslední sezona před velkou reformou. Rozhodlo se, že od sezony 2014/15 se ligy Lega Pro Prima Divisione a Lega Pro Seconda Divisione spojí a bude se hrát na tří skupiny v jedné lize: Lega Pro (dříve se tak hrálo v šedesátých a sedmdesátých letech). Nikdy nesestupoval, kromě klubu AS Giovanile Nocerina který byl po 22. kole vyloučen ze soutěže.
Pro následující sezonu nebyl přijat klub:
- Tritium Calcio 1908: v minulé sezóně se umístil na 16. místě ve skupině A, kvůli finančním problémům hrál v Promozione Lombardia (regionální liga).

## Skupina A
| Poř. | Tým                      | Z  | V  | R  | P  | VG | OG | B  |
| ---- | ------------------------ | -- | -- | -- | -- | -- | -- | -- |
| 1.   | Virtus Entella           | 30 | 16 | 10 | 4  | 42 | 24 | 58 |
| 2.   | FC Pro Vercelli 1892     | 30 | 14 | 15 | 1  | 34 | 16 | 57 |
| 3.   | FC Südtirol              | 30 | 14 | 7  | 9  | 45 | 38 | 49 |
| 4.   | US Cremonese             | 30 | 13 | 8  | 9  | 37 | 29 | 47 |
| 5.   | Vicenza Calcio 1         | 30 | 14 | 9  | 7  | 44 | 31 | 47 |
| 6.   | Savona FBC               | 30 | 12 | 8  | 10 | 43 | 41 | 44 |
| 7.   | UC AlbinoLeffe           | 30 | 12 | 7  | 11 | 42 | 40 | 43 |
| 8.   | Calcio Como              | 30 | 10 | 12 | 8  | 37 | 32 | 42 |
| 9.   | Feralpisalò              | 30 | 11 | 8  | 11 | 41 | 42 | 41 |
| 10.  | FBC Unione Benátky       | 30 | 12 | 5  | 13 | 40 | 38 | 41 |
| 11.  | Carrarese Calcio 1908    | 30 | 9  | 9  | 12 | 35 | 41 | 36 |
| 12.  | AC Reggiana 1919         | 30 | 9  | 5  | 16 | 30 | 36 | 32 |
| 13.  | Aurora Pro Patria 1919 2 | 30 | 8  | 9  | 13 | 25 | 33 | 32 |
| 14.  | AC Lumezzane             | 30 | 7  | 8  | 15 | 31 | 42 | 29 |
| 15.  | San Marino Calcio        | 30 | 5  | 9  | 16 | 22 | 47 | 24 |
| 16.  | AC Pavia                 | 30 | 4  | 11 | 15 | 23 | 41 | 23 |

Poznámky
- Z = Odehrané zápasy; V = Vítězství; R = Remízy; P = Prohry; VG = Vstřelené góly; OG = Obdržené góly; B = Body
- za výhru 3 body, za remízu 1 bod, za prohru 0 bodů.
- 1  Vicenza Calcio byly odečteny 4 body.
- 2  Aurora Pro Patria 1919 byl odečten 1 bod.

|  | Přímý postup do Serie B 2014/15 |
|  | Play off                        |

### Play off
Boj o postupující místo do Serie B.

#### Předkolo
FC Pro Vercelli 1892 – Feralpisalò 3:0

Vicenza Calcio – Savona FBC 1:1 (2:3 na pen)

US Cremonese – UC AlbinoLeffe 2:2 (6:5 na pen)

FC Südtirol – Calcio Como 0:0 (4:3 na pen)

#### Semifinále
Savona FBC – FC Pro Vercelli 1892 1:2, 1:2

US Cremonese – FC Südtirol 1:1, 1:2

#### Finále
FC Südtirol – FC Pro Vercelli 1892 0:1, 1:1
Postup do Serie B 2014/15 vyhrál tým FC Pro Vercelli 1892. Klub Vicenza Calcio postoupila také, díky vyřazení klubu Novara Calcio.

## Skupina B
| Poř. | Tým                     | Z  | V  | R  | P  | VG | OG | B  |
| ---- | ----------------------- | -- | -- | -- | -- | -- | -- | -- |
| 1.   | AC Perugia Calcio       | 32 | 19 | 9  | 4  | 52 | 28 | 66 |
| 2.   | Frosinone Calcio        | 32 | 18 | 8  | 6  | 53 | 26 | 62 |
| 3.   | US Lecce                | 32 | 19 | 4  | 9  | 51 | 30 | 61 |
| 4.   | Catanzaro Calcio 2011   | 32 | 13 | 16 | 3  | 34 | 17 | 55 |
| 5.   | L'Aquila Calcio 1927    | 32 | 15 | 8  | 9  | 43 | 28 | 53 |
| 6.   | AC Pisa 1909            | 32 | 14 | 10 | 8  | 41 | 27 | 52 |
| 7.   | Benevento Calcio        | 32 | 13 | 12 | 7  | 58 | 36 | 51 |
| 8.   | US Città di Pontedera   | 32 | 13 | 10 | 9  | 53 | 46 | 49 |
| 9.   | US Salernitana 1919     | 32 | 12 | 10 | 10 | 44 | 33 | 46 |
| 10.  | AC Prato                | 33 | 10 | 13 | 9  | 38 | 40 | 43 |
| 11.  | US Grosseto FC          | 32 | 11 | 9  | 12 | 34 | 36 | 42 |
| 12.  | AS Gubbio 1910          | 32 | 10 | 10 | 12 | 36 | 44 | 40 |
| 13.  | FC Esperia Viareggio    | 32 | 6  | 10 | 16 | 28 | 47 | 28 |
| 14.  | AS Barletta Calcio      | 32 | 5  | 10 | 17 | 22 | 51 | 25 |
| 15.  | Ascoli Calcio 1898 1    | 32 | 8  | 7  | 17 | 32 | 45 | 24 |
| 16.  | Paganese Calcio 1926    | 32 | 5  | 5  | 22 | 26 | 53 | 20 |
| 17.  | AS Giovanile Nocerina 2 | 32 | 3  | 5  | 24 | 18 | 76 | 12 |

Poznámky
- Z = Odehrané zápasy; V = Vítězství; R = Remízy; P = Prohry; VG = Vstřelené góly; OG = Obdržené góly; B = Body
- za výhru 3 body, za remízu 1 bod, za prohru 0 bodů.
- 1  Ascoli Calcio 1898 bylo odečteno 7 bodů.
- 2  AS Giovanile Nocerina byly odečteny 2 body. Po 22 kole byly vyloučeni ze soutěže a zbytek zápasů bylo kontumačně 0:3.

|  | Přímý postup do Serie B 2014/15 |
|  | Play off                        |

### Play off
Boj o postupující místo do Serie B.

#### Předkolo
Frosinone Calcio – US Salernitana 1919 2:0

L'Aquila Calcio 1927 – AC Pisa 1909 0:1

Catanzaro Calcio 2011 – Benevento Calcio 1:2

US Lecce – US Città di Pontedera 0:0 (8:7 na pen)

#### Semifinále
AC Pisa 1909 – Frosinone Calcio 0:0, 1:2

Benevento Calcio – US Lecce 1:1, 0:2

#### Finále
US Lecce - Frosinone Calcio 1:1, 1:3 v (prodl.
Postup do Serie B 2014/15 vyhrál tým Frosinone Calcio.